# Hawa Ahmed Youssouf
Hawa Ahmed Youssouf (Somali Xaawa Axmed Yuusuf; geb. 9. November 1966) ist eine Beamtin und Politikerin von Dschibuti. 1999 wurde sie zur Minister-Delegate for the Promotion of Women, Family and Social Affairs ernannt. Sie war die erste Ministerin des Landes. Vier Jahre später gehörte sie zur ersten Gruppe von Frauen, welche in die Nationalversammlung gewählt wurden.

## Leben
Youssouf wurde am 9. November 1966 in Dschibuti geboren. Sie erwarb einen Master in International Relations an der Universität Reims, und begann ihre Karriere im Bankensektor 1991. 1992 wurde sie Technical Advisor im Ministerium und 1998 zur Direktorin des neuen Directorate for the Promotion of Women ernannt.

### Karriere
1999 wurde sie ernannt als Minister-Delegate for the Promotion of Women, Family and Social Affairs, als erste Frau in einem Posten im Kabinett. Vor der Wahl 2003 wurden ein neues Wahlrecht verabschiedet, welches forderte, dass die Listen der Parteien mindestens 10 % Frauen aufnehmen mussten. Sie wurde in der Region Djibouti Region als Abgeordnete der Union pour la majorité présidentielle gewählt, als eine von sieben erfolgreichen weiblichen Kandidaten, die als erste Frauen in die Nationalversammlung einzogen. 2005 wurde sie zum Minister-Delegate of International Cooperation ernannt.
Youssouf ist eine Kämpferin gegen Weibliche Genitalverstümmelung (Female Genital Mutilation, FGM). Im August 2017 hielt sie eine Reihe von Reden anlässlich eines dreitägigen Besuchs in Norwegen. Darin sprach sie über das Thema und erklärte auch bei einer Konferenz der Vereinten Nationen, dass einerseits der Artikel 333 des dschibutischen Strafgesetzes seit 2010 weibliche Genitalverstümmelung zu einem Verbrechen erklärt habe und Straftäter schwer bestraft würden, dass aber dennoch in Dschibuti „etwa 90 % der 7- bis 8-jährigen Mädchen dieser verletzenden Tradition ausgesetzt seien“ („still some 90 percent of the 7 to 8-year old girls are exposed to this harmful tradition“).
Youssouf hat auch in internationalen Komitees mitgearbeitet, um politische Instabilität in Sub-Sahara-Afrika zu überwinden. 2012 war sie African Union Special Representative in der Zentralafrikanischen Republik bei einer Kampagne „zur Bereitstellung von Mitteln für Entwaffnung, Demobilisierung und Reintegration“ („raise funding for the disarmament, demobilization and reintegration“) von Opfern, welche durch die Taten der Regierung Bozizé betroffen waren.